# 김상흔
김상흔(1994년 7월 4일 ~ )은 대한민국의 배우이다.

## 학력
- 성균관대학교 연기예술학과

## 영화
- 2021년 : 돌림총
- 2024년 : 탈주 - 정 경무원 역

## 드라마
- 2025년 : 뉴토피아 - 김영만 역